# Cleveland Open
O Cleveland Open foi um torneio masculino de golfe do PGA Tour, que foi disputado entre os anos de 1963 e 1972 em vários campos de golfe na área metropolitana de Cleveland, Ohio.

## Clubes anfitriões
| Anos             | Clubes                            | Local                                  |
| ---------------- | --------------------------------- | -------------------------------------- |
| 1972             | Tanglewood Country Club           | Bainbridge Township, condado de Geauga |
| 1963, 1971       | Beechmont Country Club            | Orange                                 |
| 1967, 1969, 1970 | Aurora Country Club               | Aurora                                 |
| 1966, 1968       | Lakewood Country Club             | Westlake                               |
| 1964, 1965       | Highland Park Municipal Golf Club | Highland Hills                         |

## Campeões
| Ano  | Campeão           | País           | Resultado | Par | 1.º prêmio ($) | Ref    |
| ---- | ----------------- | -------------- | --------- | --- | -------------- | ------ |
| 1972 | David Graham      | Austrália      | 278       | −6  | 30 000         | [ 1 ]  |
| 1971 | Bobby Mitchell    | Estados Unidos | 262       | −22 | 30 000         | [ 2 ]  |
| 1970 | Bruce Devlin      | Austrália      | 268       | −12 | 30 000         | [ 4 ]  |
| 1969 | Charles Coody     | Estados Unidos | 271       | −9  | 22 000         | [ 5 ]  |
| 1968 | Dave Stockton     | Estados Unidos | 276       | −8  | 22 000         | [ 7 ]  |
| 1967 | Gardner Dickinson | Estados Unidos | 271       | −9  | 20 700         | [ 6 ]  |
| 1966 | R. H. Sikes       | Estados Unidos | 268       | −16 | 20 000         | [ 8 ]  |
| 1965 | Dan Sikes         | Estados Unidos | 272       | −12 | 25 000         | [ 9 ]  |
| 1964 | Tony Lema         | Estados Unidos | 270       | −14 | 20 000         | [ 10 ] |
| 1963 | Arnold Palmer     | Estados Unidos | 273       | −11 | 22 000         | [ 3 ]  |